# Episodi di Route 66 (prima stagione)
La prima stagione della serie televisiva Route 66 è stata trasmessa in anteprima negli Stati Uniti d'America dalla CBS tra il 7 ottobre 1960 e il 16 giugno 1961.
| nº | Titolo originale                 | Titolo italiano | Prima TV USA     | Prima TV Italia |
| -- | -------------------------------- | --------------- | ---------------- | --------------- |
| 1  | Black November                   |                 | 7 ottobre 1960   |                 |
| 2  | A Lance of Straw                 |                 | 14 ottobre 1960  |                 |
| 3  | The Swan Bed                     |                 | 21 ottobre 1960  |                 |
| 4  | The Man on the Monkey Board      |                 | 28 ottobre 1960  |                 |
| 5  | The Strengthening Angels         |                 | 4 novembre 1960  |                 |
| 6  | Ten Drops of Water               |                 | 11 novembre 1960 |                 |
| 7  | Three Sides                      |                 | 18 novembre 1960 |                 |
| 8  | Legacy for Lucia                 |                 | 25 novembre 1960 |                 |
| 9  | Layout at Glen Canyon            |                 | 2 novembre 1960  |                 |
| 10 | The Beryllium Eater              |                 | 9 dicembre 1960  |                 |
| 11 | A Fury Slinging Flame            |                 | 30 dicembre 1960 |                 |
| 12 | Sheba                            |                 | 6 gennaio 1961   |                 |
| 13 | The Quick and the Dead           |                 | 13 gennaio 1961  |                 |
| 14 | Play It Glissando                |                 | 20 gennaio 1961  |                 |
| 15 | The Clover Throne                |                 | 27 gennaio 1961  |                 |
| 16 | Fly Away Home (Part 1)           |                 | 10 febbraio 1961 |                 |
| 17 | Fly Away Home (Part 2)           |                 | 17 febbraio 1961 |                 |
| 18 | Sleep on Four Pillows            |                 | 24 febbraio 1961 |                 |
| 19 | An Absence of Tears              |                 | 3 marzo 1961     |                 |
| 20 | Like a Motherless Child          |                 | 17 marzo 1961    |                 |
| 21 | Effigy in Snow                   |                 | 24 marzo 1961    |                 |
| 22 | Eleven, the Hard Way             |                 | 7 aprile 1961    |                 |
| 23 | Most Vanquished, Most Victorious |                 | 14 aprile 1961   |                 |
| 24 | Don't Count Stars                |                 | 28 aprile 1961   |                 |
| 25 | The Newborn                      |                 | 5 maggio 1961    |                 |
| 26 | A Skill for Hunting              |                 | 12 maggio 1961   |                 |
| 27 | Trap at Cordova                  |                 | 26 maggio 1961   |                 |
| 28 | The Opponent                     |                 | 2 giugno 1961    |                 |
| 29 | Welcome to Amity                 |                 | 9 giugno 1961    |                 |
| 30 | Incident on a Bridge             |                 | 16 giugno 1961   |                 |